# 斑腹沙锥
斑腹沙锥（英語：great snipe，学名：Gallinago media）是鹬科沙锥属的一种小型涉禽，其繁殖区处在包括西北俄罗斯在内的欧洲东北地区。斑腹沙锥有迁徙的习惯，在非洲过冬。欧洲地区的繁殖数量目前正快速下降。